# Mary McLeod Bethune

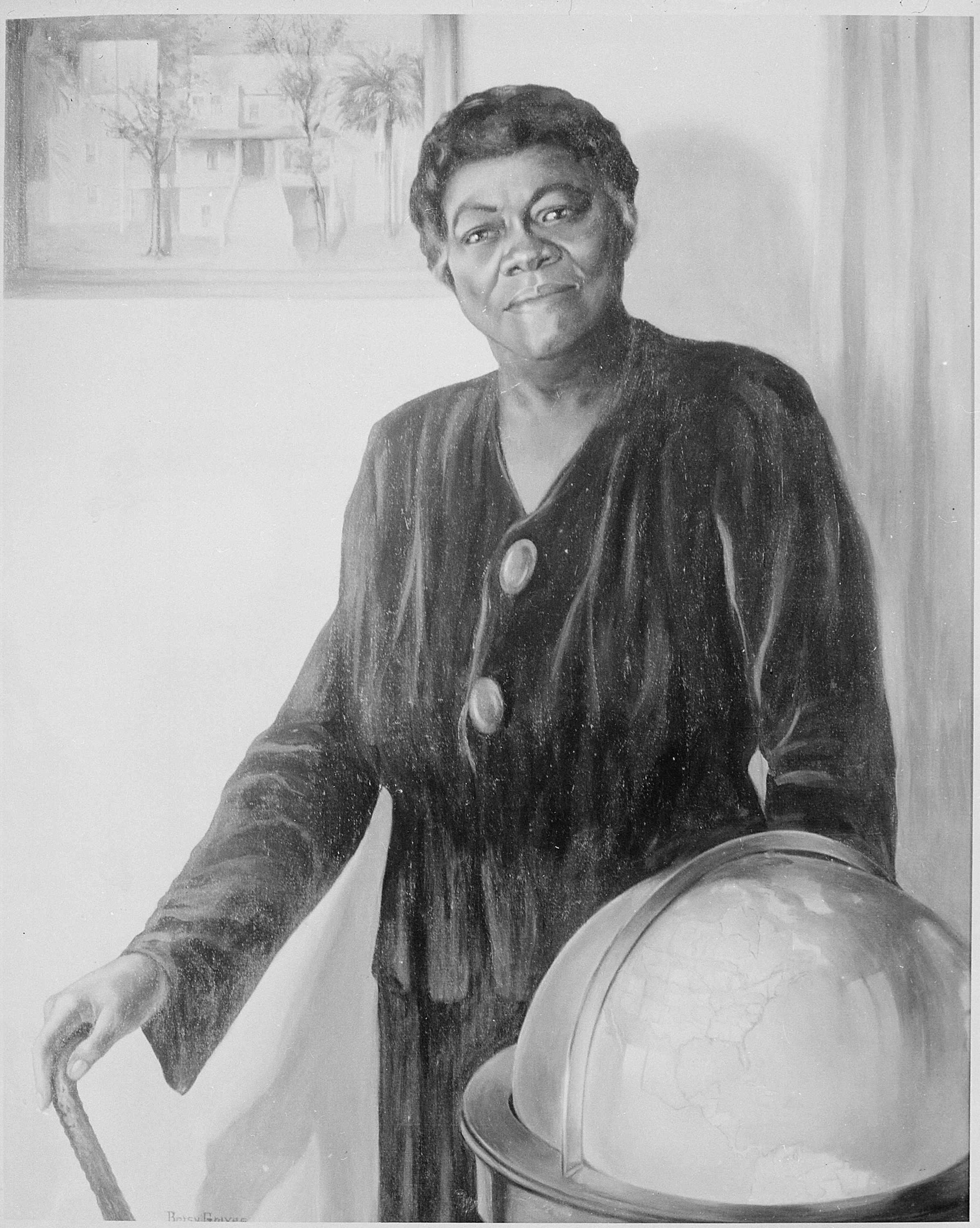
Mary McLeod Bethune, geportretteerd door Betsy Graves Reyneau

Mary McLeod Bethune (Mayesville, 10 juli 1875 – Daytona Beach, 18 mei 1955) was een Amerikaans onderwijzeres, schrijfster en burgerrechtenactiviste. Ze werd bekend als de oprichtster van een school voor Afro-Amerikaanse studenten in Daytona Beach, de voorganger van de Bethune-Cookman University, en als adviseur van president Franklin Delano Roosevelt.

## Levensloop
Bethune werd in South Carolina geboren als de dochter van voormalige slaven. Op jonge leeftijd geraakte ze geïnteresseerd in haar eigen opvoeding. Bethune ging, dankzij de steun van enkele sponsoren, naar een christelijke school voor hoger onderwijs, in de hoop een missionaris te worden in Afrika. Toen dat niet lukte, begon ze een eigen school voor Afro-Amerikaanse meisjes in Daytona Beach. De school groeide sterk en fuseerde met een gelijkaardige jongensschool tot de Bethune-Cookman School. De onderwijskwaliteit van de school oversteeg de standaarden voor andere Afro-Amerikaanse scholen en bereikte het niveau van blanke scholen. Mary McLeod Bethune deed er alles aan om aan fondsen te geraken. Met haar school als voorbeeld toonde Bethune aan waartoe geschoolde Afro-Amerikanen in staat waren. Van 1923 tot 1942 en van 1946 tot 1947 was zij president van de school, waarmee ze een van de weinige vrouwelijke hoofden van een instituut voor hoger onderwijs was.
Mary McLeod Bethune was ook actief in vrouwenclubs. Door haar leiderschap in zulke clubs werd Bethune bekend in het hele land. In 1932 werkte ze voor Franklin D. Roosevelts verkiezingscampagne en daarna was ze een lid van Roosevelts Black Cabinet. Als dusdanig lichtte ze de president in over de zorgen van de zwarte gemeenschap en deelde ze Roosevelts berichten met haar achterban, die traditioneel voor de Republikeinse Partij stemde.